# Lina Braake
Lina Braake è un film del 1975 diretto da Bernhard Sinkel.

## Riconoscimenti
- 1975 - Lola al miglior film